# Christine Razanamahasoa
Dans le nom malgache Razanamahasoa Christine, le nom de famille précède le prénom, mais cet article utilise l’ordre habituel en français Christine Razanamahasoa, où le prénom précède le nom.
Christine Razanamahasoa est une femme politique malgache. Elle a été plusieurs fois ministre, notamment ministre de la Justice entre 2009 et 2013, députée et présidente de l'Assemblée nationale de Madagascar de février à mai 2014, devenant la première femme à occuper ce poste. Elle y est réélue le 16 juillet 2019, et est choisie comme présidente de l'Assemblée nationale malgache. Elle reste en fonction jusqu'en avril 2024, mais doit quitter cette fonction ayant été exclue de son parti.

## Biographie
Née le 29 juillet 1951, à Ambatofinandrahana, Christine Razanamahasoa est juriste de formation. Puis elle devient magistrate.

### Crise politique de 2009 et ascension
Le 17 mars 2009, à la suite de la crise politique malgache de 2009, le président Marc Ravalomanana est renversé et Andry Rajoelina prends le pouvoir. Cette prise de  pouvoir est considéré par de nombreux observateurs internationaux comme un coup d'état,,,. Andry Rajoelina devient dès lors président de-facto et Albert-Camille Vital devient Premier ministre et forme un gouvernement non reconnu par les instances international. Christine Razanamahasoa est choisie comme ministre de la Justice dans ce gouvernement. Le 28 octobre 2011, Rajoelina démet le gouvernement et demande à Jean-Omer Beriziky de former un nouveau gouvernement. Razanamahasoa rejoint le nouveau gouvernement, puis démissionne le 31 octobre 2013 et est remplacée par Florent Rakotoarisoa, motivant sa démission par son intention de participer aux prochaines élections nationales.

### Présidente de l'Assemblée nationale
En 2013, elle est élue à l'Assemblée nationale dans le district d'Ambatofinandrahana, représentant le coalition MAPAR ou «Miaraka Amin'i Prezidà Andry Rajoelina», fondé par l'ancien président Andry Rajoelina. Elle devient présidente de l'Assemblée nationale de Madagascar de février à mai 2014, première femme malgache à occuper ce poste. Le 5 mai 2014, le parlement élit le nouveau président et démet Razanamahasoa de ses fonctions. La Haute Cour constitutionnelle repousse sa requête sur la légalité de ce vote. Elle reste députée et coordinatrice nationale du MAPAR.
Elle est réélue députée aux élections législatives malgaches de 2019 et redevient à nouveau présidente de l’Assemblée nationale le 16 juillet 2019,.

### Élection présidentielle de 2023: prise de distance avec le pouvoir puis exclusion e son parti
Afin de se présenter à l'élection présidentielle malgache de 2023, le président Andry Rajoelina démissionne le 9 septembre 2023 comme l'impose la constitution. Le président du Sénat aurait dû assurer un intérim mais a préféré renoncer après avoir reçu des menaces de mort. À l'issue d'un dialogue engagé avec l'opposition sous la médiation du conseil œcuménique des Églises chrétiennes, Christine Razanamahasoa appelle le 9 novembre 2023 à la suspension du processus électoral. Le gouvernement réagit le jour même en qualifiant la demande d'« idée farfelue », jugeant que « rien ne justifie » de procéder à un report du scrutin.
Toujours en novembre 2023, elle demande officiellement à la Communauté de développement de l’Afrique australe (SADC) de lui venir en aide et d’« agir en conséquence » pour permettre « un report de l’élection » présidentielle et convaincre le président sortant, Andry Rajoelina, candidat à un nouveau mandat, « de s’asseoir à la table des négociations pour discuter des règles permettant de garantir une élection juste et acceptée par tous ».
Se montrant toujours plus critique envers le régime, elle est exclue de son parti et déchue de ses fonctions de députée pour s'être écarté de la ligne du parti. Elle contexte la décision, la qualifiant « d'illégale » et assure qu'elle n'a eu que 48 heures pour se défendre, alors que le délai prévu pour organiser une défense est de 30 jours. En mars 2024, la Haute Cour constitutionnelle (HCC) prononce la déchéance de Christine Razanamahasoa de son poste de députée « avec toutes les conséquences de droit »,.

## Polémique
En juillet 2019, pendant qu'elle est présidente de Assemblée nationale, elle défend l'achat d'un 4×4 pour chaque député au frais de l'État pour un montant total de quinze milliards d’ariary (trois millions six cent mille euros en 2019), dans un contexte d'austérité et de coupe budgétaire,.